# Jižní ndebelština
Jižní ndebelština je bantuský jazyk, kterým se mluví v Jihoafrické republice. V roce 2015 měl 1,48 milionu rodilých mluvčích, dalších 1,4 milionu lidí ho mělo jako druhý jazyk. Je jedním z jedenácti úředních jazyků Jihoafrické republiky. Patří do skupiny jazyků Nguni.

## Ukázka
Názvy měsíce v severní ndebelštině, jižní ndebelštině a zuluštině.
| Čeština  | Severní ndebelština (Zimbabwe) | Jižní ndebelština (JAR) | Zuluština (JAR) |
| -------- | ------------------------------ | ----------------------- | --------------- |
| Leden    | uZibandlela                    | uTjhirhweni             | uMasingane      |
| Únor     | uNhlolanja                     | uMhlolanja              | uNhlolanja      |
| Březen   | uMbimbitho                     | uNtaka                  | uNdasa          |
| Duben    | uMabasa                        | uSihlabantangana        | UMbasa          |
| Květen   | uNkwekwezi                     | uMrhayili               | UNhlaba         |
| Červen   | uNhlangula                     | uMgwengweni             | UNhlangulana    |
| Červenec | uNtulikazi                     | uVelabahlinze           | uNtulikazi      |
| Srpen    | uNcwabakazi                    | uRhoboyi                | UNcwaba         |
| Září     | uMpandula                      | uKhukhulamungu          | uMandulo        |
| Říjen    | uMfumfu                        | uSewula                 | uMfumfu         |
| Listopad | uLwezi                         | uSinyikhaba             | uLwezi          |
| Prosinec | uMpalakazi                     | uNobayeni               | uZibandlela     |